# Alosa
Alosa es un género de peces eurihalinos actinopterigios de la familia Clupeidae. Se trata de un taxón cuyos representantes son peces marinos, pero que son capaces de remontar los ríos. Su distribución es aneja a las costas del océano Atlántico y mar Mediterráneo.

## Etimología
El nombre del género Alosa deriva de la palabra latina alosa, referido a un tipo de pez, probablemente un sábalo o un arenque. Su nombre común "sábalo" proviene del hispano-céltico *sabolos ‘estival’ o bien del galo*sabŏlos, ambos a su vez del protocelta *samos que significa "verano" por la época (mayo y junio) en que aparecían estos peces.

## Interés gastronómico
A. sapidissima posee valor gastronómico. De hecho, era un alimento muy importante en tiempos pasados; no obstante, en la actualidad, la polución de los ríos ha disminuido su número. Tradicionalmente se capturaba junto con los salmones. Su carne posee un sabor delicado, una vez cocinada, por lo que llega a competir con el famoso salmón del Atlántico; tanto es así, que se dice que no requiere especias ni salsas en su cocción. Puede ser hervido, asado o fileteado y frito en mantequilla. Usualmente se adereza con un poco de vinagre. En el este de Estados Unidos se consumen  los ovarios grávidos de las hembras, las llamadas huevas, que son consideradas una delicatessen.

## Taxonomía
La sistemática del género es extremadamente compleja: Alosa vive en multitud de hábitats distintos, y muchos taxones son migratorios. Incluso hay poblaciones encerradas en lagos, con un flujo genético nulo fuera del endogámico núcleo confinado, en Killarney (Irlanda) y en dos lagos del norte de Italia. También posee especies nativas del mar Negro y del mar Caspio, así como del golfo Pérsico.
La morfología es variada, muy relacionada con la adaptación a los hábitats en que el taxón vive. Se asume que algunos taxa son de evolución reciente; esto se ha determinado mediante técnicas de datación molecular. Además, parece que el fenómeno de hibridación ha sido muy común en la evolución del grupo durante su filogenia
No obstante, se ha logrado definir una taxonomía tentativa. Las especies norteamericanas, excepto A. sapidissima pueden escindirse en un subgnénero, o incluso un género, llamado Pomolobus. Por otra parte, el género o subgénero propuesto Caspaliosa, que agruparía a las especies del mar Caspio, ha resultado ser parafilético y, por tanto, rechazado.
- Alosa aestivalis
- Alosa agone
- Alosa alabamae
- Alosa alosa
- Alosa braschnikovi
- Alosa caspia
  - Alosa caspia caspia
  - Alosa caspia knipowitschi
  - Alosa caspia persica
- Alosa chrysochloris
- Alosa fallax
  - Alosa fallax nilotica

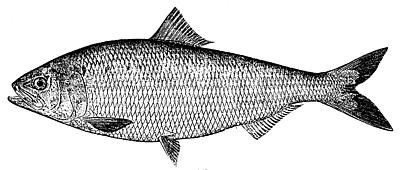
Alosa sapidissima.

- Alosa immaculata - a veces A. pontica

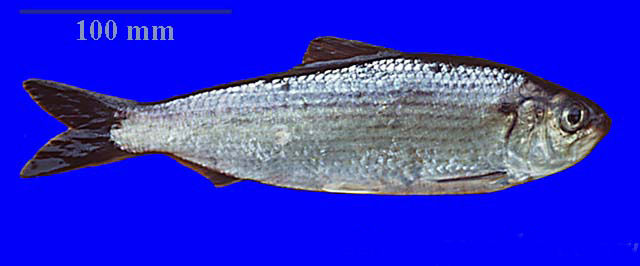
Alosa pseudoharengus.

- Alosa kessleri
- Alosa macedonica
- Alosa maeotica
- Alosa mediocris

- Alosa pseudoharengus
- Alosa sapidissima
- Alosa saposchnikowii
- Alosa sphaerocephala
- Alosa tanaica
- Alosa tenualosa
  - Alosa tenualosa ilisha
- Alosa vistonica
- Alosa volgensis

## Sinonimia
- Caspialosa
- Pomolobus